# 松花路站
松花路站是贵阳轨道交通3号线的地铁车站，位于中华人民共和国贵州省贵阳市南明区中山南路与松花路交叉口，于2023年12月16日开通。

## 车站结构
松花路站沿中山南路南北向设置，为地下二层岛式站台车站，车站长210米，宽25.1米车站地下一层为站厅层，地下二层为站台层。
| 地面              | 出入口 | A、B、C、D出入口 |
| 地下一层          | 站厅   | 客服中心、自动售票机、验票机                                                                                          |
| 地下二层          | 站台   | \| \| \| █ 3号线往洛湾（延安西路） \| \| 島式 · 開左邊车门 \| \| \| \| \| \| █ 3号线往桐木岭（省委党校）（花果園） \| |
|                   |        | █ 3号线往洛湾（延安西路）                                                                                             |
| 島式 · 開左邊车门 |        | |
|                   |        | █ 3号线往桐木岭（省委党校）（花果園）                                                                                 |

## 车站出口
松花路站共设4个出口，各出口及周围设施如下所示：
| 编号                | 出入口信息                                                           | 照片 | 无障碍设施 |
| ------------------- | -------------------------------------------------------------------- | ---- | ---------- |
| A · 出口 · （设有） | 中山南路、松花南路、花果園大街、花果園濕地公園、花果園購物中心       |      |            |
| B · 出口            | 中山南路、松花南路、花果園大街、湘雅派出所、花果園第一小學尚義分校   |      | 不適用     |
| C · 出口            | 中山南路、松山路、松花南路、雲貴山山頭公園                           |      | 不適用     |
| D · 出口 · （设有） | 中山南路、松山南路、松花南路、國際金融街、花果園第一社區衛生服務中心 |      |            |
| 图例： 设有         |                                                                      |      |            |

## 接驳交通

### 公交车
- 花果園購物中心：34路、35路、40路、46路、47路、49路、73路、74路、217路、221路、273路、308路、312路、313路、B236路、B259路、V8路、V11路、V12路、V14路
- 花果園金融街：34路、40路、46路、74路、221路、273路、308路、312路、313路、320路、V8路、V11路、V12路

## 车站历史
本站建设时期工程名为松花路站，开通前正式確定維持原站名。
- 2023年12月16日，车站随3号线一期工程通车开通[2]。